# Pot Black 1971
Der Pot Black 1971 war ein Snooker-Einladungsturnier im Rahmen der Saison 1970/71. Das Turnier wurde im Januar 1971 in den Pebble Mill Studios im englischen Birmingham ausgetragen und später im Fernsehen gezeigt. Sieger wurde Titelverteidiger John Spencer, der im Endspiel Fred Davis besiegte. Angaben über das höchste Break oder ein eventuelles Preisgeld sind unbekannt.

## Turnierverlauf
Wie bereits im Vorjahr wurden die acht Teilnehmer in zwei Vierer-Gruppen aufgeteilt, in denen jeweils ein einfaches Rundenturnier gespielt wurde. Die beiden Bestplatzierten jeder Gruppe rückten ins Halbfinale vor, ab dem das Turnier im K.-o.-System entschieden wurde. Jedes Spiel ging über genau einen Frame; Schiedsrichter jeder Partie war Sydney Lee.

### Gruppenphase
Gruppe 1
| Pos. | Spieler            | Partien | S | N | Frames |
| ---- | ------------------ | ------- | - | - | ------ |
| 1    | Gary Owen          | 3       | 3 | 0 | 3:0    |
| 2    | Fred Davis         | 3       | 2 | 1 | 2:1    |
| 3    | Jackie Rea         | 3       | 1 | 2 | 1:2    |
| 4    | Kingsley Kennerley | 3       | 0 | 3 | 0:3    |

| Spiel | Spieler 1  | Ergebnis | Spieler 2          |
| ----- | ---------- | -------- | ------------------ |
| 1     | Fred Davis | 01:01    | Jackie Rea         |
| 2     | Fred Davis | 01:01    | Kingsley Kennerley |
| 3     | Gary Owen  | 01:01    | Jackie Rea         |
| 4     | Gary Owen  | 01:01    | Kingsley Kennerley |
| 5     | Gary Owen  | 01:01    | Fred Davis         |
| 6     | Jackie Rea | 01:01    | Kingsley Kennerley |

Gruppe 2
| Pos. | Spieler      | Partien | S | N | Frames |
| ---- | ------------ | ------- | - | - | ------ |
| 1    | Rex Williams | 3       | 3 | 0 | 3:0    |
| 2    | John Spencer | 3       | 2 | 1 | 2:1    |
| 3    | John Pulman  | 3       | 1 | 2 | 1:2    |
| 4    | David Taylor | 3       | 0 | 3 | 0:3    |

| Spiel | Spieler 1    | Ergebnis | Spieler 2    |
| ----- | ------------ | -------- | ------------ |
| 1     | John Pulman  | 01:01    | David Taylor |
| 2     | John Spencer | 01:01    | David Taylor |
| 3     | John Spencer | 01:01    | John Pulman  |
| 4     | Rex Williams | 01:01    | John Pulman  |
| 5     | Rex Williams | 01:01    | John Spencer |
| 6     | Rex Williams | 01:01    | David Taylor |

### Finalrunde
|  | Halbfinale 1 Frame | Halbfinale 1 Frame |              |            | Finale 1 Frame | Finale 1 Frame |
|  |                    |                    |              |            |                |                |
|  |                    |                    |              |            |                |                |
|  | Gary Owen          | 0                  |              |            |                |                |
|  | John Spencer       | 1                  |              |            |                |                |
|  |                    |                    | John Spencer | 1          |                |                |
|  |                    |                    |              | Fred Davis | 0              |                |
|  | Rex Williams       | 0                  |              |            |                |                |
|  | Fred Davis         | 1                  |              |            |                |                |
|  |                    |                    |              |            |                |                |

#### Finale
Wie schon im Vorjahr erreichten die beiden Gruppenzweiten das Endspiel. Neben John Spencer, dem Vorjahressieger, der zum dritten Mal in Folge im Finale stand, war das diesmal Fred Davis, nachdem Ray Reardon, der neben Spencer die beiden bisherigen Endspiele bestritten hatte, an dieser Ausgabe nicht teilnahm. Spencer konnte seinen Titel mit einem Finalsieg über Davis verteidigen.
| Finale: Best of 1 Frames Schiedsrichter/in: Sydney Lee Pebble Mill Studios, Birmingham, England, Januar 1971 |                |            |
| John Spencer                                                                                                 | 1:0            | Fred Davis |
| 61:40 |                |            |
| – | Höchstes Break | –          |
| – | Century-Breaks | –          |
| – | 50+-Breaks     | –          |